# Asperula jordanii
Asperula jordanii là một loài thực vật có hoa trong họ Thiến thảo. Loài này được E.P.Perrier & Songeon mô tả khoa học đầu tiên năm 1855.